# ダンマームリヤド線
ダンマームリヤド線（ダンマームリヤドせん, The Dammam–Riyadh line）はダンマームとリヤドを結ぶサウジアラビアの鉄道路線。サウジ鉄道機構によって運営されている。
全長499㎞で4駅ある。

## 歴史
1981年開業

## 駅一覧
ダンマーム駅－アブカイク駅－フフーフ駅－リヤド駅

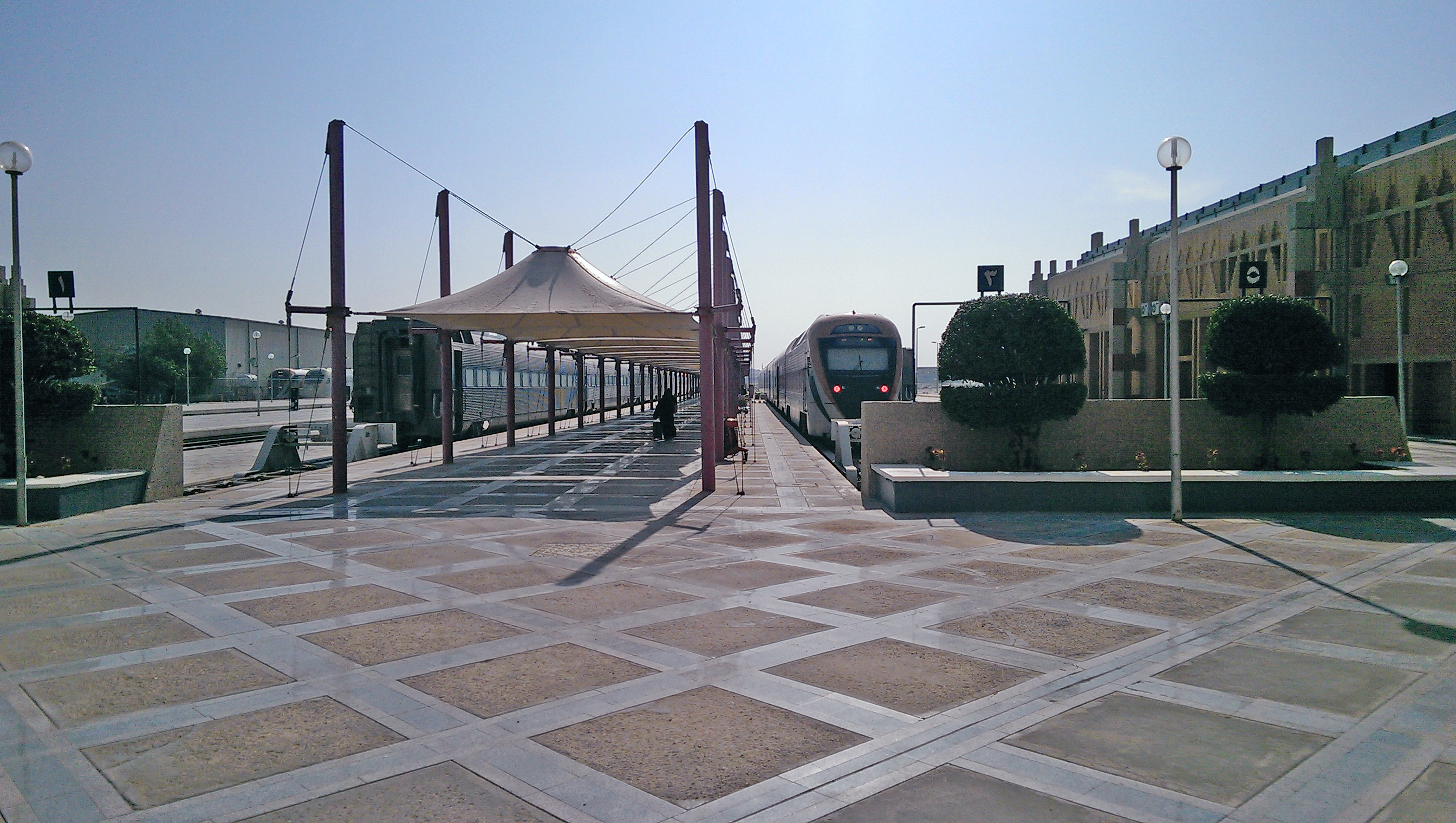
リヤド駅